# Lélex
Lélex – miejscowość i gmina we Francji, w regionie Owernia-Rodan-Alpy, w departamencie Ain.

## Demografia
Według danych na styczeń 2012 roku gminę zamieszkiwało 231 osób, a gęstość zaludnienia wynosiła 13,1 osób/km².